# Dutozemě

Schéma Duté Země.

Dutozemě je označení pro konspirační teorii, že naše planeta je dutá. Tyto teorie lze rozdělit na dvě skupiny:
- podle jedné žijeme na povrchu planety, jejíž buď vnitřní povrch nebo povrch do ní vnořených těles je taktéž obyvatelný,
- podle druhé žijeme uvnitř kulové dutiny a pohled na vesmír je jen optický klam.

Tyto teorie byly populární od 19. století a stále je na celém světě mnoho jejich zastánců.

## Historie
První dochovanou zmínkou o duté zemi je dopis, který zaslal 15. dubna 1818 John Cleves Symmes Jr. členům kongresu USA. Tvrdil v něm, že na pólech jsou otvory do zemského nitra, kde se nachází pět soustředných sfér. Navrhoval provést expedici k pólu a projít do těchto vnitřních světů. Na téma duté Země pořádal přednášky a po jeho smrti v této činnosti pokračoval i jeho syn.
V roce 1870 přišel Američan Cyrus Reed Teed s myšlenkou, že žijeme na vnitřní stěně dutiny uvnitř nekonečné skály. Na propagaci svého učení (koreshismus), jehož základy prý obdržel osvícením při čtení knihy Jozue v roce 1869, začal vydávat vlastní časopis a založil novou církev. V roce 1894 měl 4000 věřících. Zemřel v roce 1908. Tvrdil, že se jeho mrtvola nebude rozkládat, ale stalo se tak teprve, když jeho příznivci nechali tělo urychleně nabalzamovat.
V roce 1913 publikoval Američan Marshall Gardner ideu, že Slunce je uprostřed duté Země a tlak jeho záření nás udržuje na jejím vnitřním povrchu.
Syntézu provedl německý letec Peter Bender, který objevil Symmesův časopis během svého zajetí ve Francii za 1. světové války. Předpokládal, že pohled na zakřivenou hladinu a jiné důkazy kulatosti Země jsou jen optický klam. Malou kouli noční oblohy vidíme prý díky tomuto klamu neúměrně zvětšenou, když je za ní malé Slunce schováno.
Benderova teorie zaujala nacistické pohlaváry natolik, že v roce 1942 nechali provést na ostrově Rujána experiment s radary. Tento experiment měl využít vlastností duté Země ke zjišťování nepřátelských lodí, které jsou ve viditelném spektru za obzorem. Po neúspěchu tohoto experimentu ale teorie upadla v nemilost i v Německu a Bender zemřel v koncentračním táboře.

## Dutá Země v literatuře
- Americký spisovatel Edgar Rice Burroughs umístil do duté Země říši Pellucidar.
- Americký spisovatel Robin Cook umístil dovnitř Země další soustřednou planetu Interterru, kterou už miliardy let obývá vysoce vyspělá lidská civilizace.
- Ruský spisovatel Vladimir Afanasjevič Obručev umístil do duté Země děj románu Plutónie (román je myšlenkou podobný českému filmu Cesta do pravěku).
- J. M. Troska umístil do obřích dutin uvnitř Země říši kapitána Nema.
- Obyvatelé planety, na níž se odehrává děj románu Obydlený ostrov bratří Strugackých, jsou díky refrakci atmosféry přesvědčeni, že žijí v dutině světa.
- Dětská kniha Neználek na Měsíci vrcholí vítězstvím komunismu uvnitř dutého Měsíce.
- Artemis Fowl, dětská fantastická kniha Eoin Colfera.
- Mike Mignola nechává v jedné povídce z prvního dílu komiksové série Ú.P.V.O. (Hellboy) své hrdiny vstoupit do nezměrných hlubin Dutozemě

## Náboženský rozměr
Některá nová náboženská hnutí se kloní k teorii duté země.